# O duchu praw
O duchu praw (fr. De l’esprit des loix ou du rapport que les loix doivent avoir avec constitution de chaque gouvernement, les moeurs, le climat, la religion, le commerce) – traktat filozoficzny Monteskiusza, wydany po raz pierwszy w Genewie w 1748. Jest to jedno z fundamentalnych dzieł francuskiego oświecenia, a zawarty w nim postulat trójpodziału władzy stanowi podstawę porządku ustrojowego większości współczesnych państw demokratycznych.
Dzieło to, uznawane za najważniejsze w dorobku filozofa, stanowi zwieńczenie jego pracy naukowej i summę życiowych doświadczeń.
Ze względu na postępującą utratę wzroku treść traktatu była dyktowana sekretarzom.
Dzieło umieszczone zostało w index librorum prohibitorum dekretem z 1751 roku.

## Tło historyczne
Dzieło Monteskiusza powstało w czasie, gdy na francuskim tronie zasiadali przedstawiciele dynastii Burbonów.
Sukcesy długiego panowania Ludwika XIV (1643–1715) – wewnętrzny spokój i polityka merkantylizmu zapewniały monarchii olbrzymie dochody, a tłumienie opozycji wobec króla (szczególnie uchylenie w 1685 edyktu nantejskiego o tolerancji religijnej doprowadziło do masowej emigracji francuskich protestantów) oraz zręczne rozgrywanie antagonizmów między szlachtą i mieszczaństwem – umocniły monarchię absolutną we Francji, pozostawiając w rękach króla nieograniczoną władzę nad największą europejską potęgą owego czasu.
Jednak zaangażowanie Ludwika XV (1715–1774) w wojny terytorialne z Wielką Brytanią i z Habsburgami o sukcesję austriacką (1741–1748), rosnące koszty utrzymania licznych zamorskich kolonii (m.in. Kanada, Luizjana), a także przepych dworu i pogłębiająca się nędza chłopów doprowadziły do załamania budżetu i kryzysu królestwa.
Zarówno despotyzm ówczesnej władzy, jak i niepokoje społeczne stanowią tło rozważań O duchu praw.
Na język polski traktat Monteskiusza przełożył Tadeusz Boy-Żeleński.